# یائه‌کو نوگامی
یائه‌کو نوگامی ((به ژاپنی: 野上 弥生子 Yaeko Nogami); ۶ مهٔ ۱۸۸۵ – ۳۰ مارس ۱۹۸۵) نویسنده اهل ژاپن بود.